# Mona Åhman
Mona Susanne Jonsson-Åhman, gift Erixon, född 11 september 1956 i Risinge församling i Östergötlands län, är en svensk före detta barnsångerska och fotbollsspelare.

## Biografi
Åhman föddes i en musikalisk familj. Som barn sjöng hon in fadern Thords hitlåt "Ge mej 4 minuter och 20 ampere" (singelutgivning 1967) tillsammans med syskonen Lilian och Leif. Familjen Åhman uppträdde bland annat i Hylands hörna och Barnens brevlåda och åkte på turnéer i Sveriges folkparker.
Under 1970-talet blev Åhman och systern Lilian fotbollsspelare i IFK Västerås. Åhman gick snart vidare till Öxabäcks IF och spelade även 17 landskamper (1 mål) för Sverige.

## Familj
Åhman är dotter till musikern Thord Åhman och Ingrid Sjölund samt syster till Lilian och Leif Åhman. Hon är sedan 1986 gift med förre fotbollsspelaren Tomas Erixon.